# 八喜

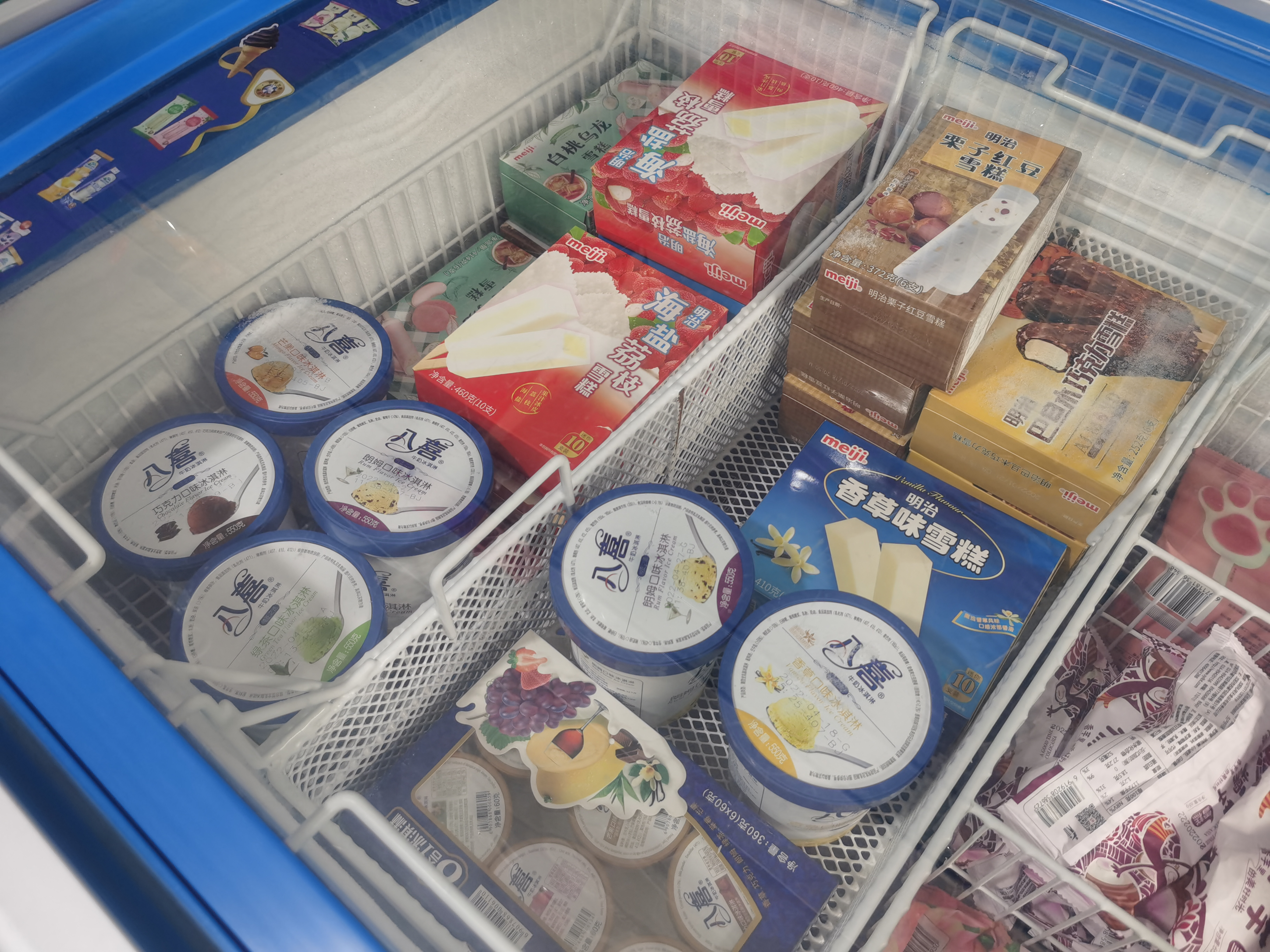
八喜冰淇淋

北京艾萊發喜食品有限公司是總部位於中華人民共和國北京市順義區的一家冰淇淋生產企業。

## 歷史
1990年，美籍华人邱震的中国第一商业公司与北京市农工商联合总公司（三元集团和首农集团前身）和北京市东北旺农工商联合总公司合资成立北京发喜食品有限公司。
1991年，該公司生產的八喜冰淇淋進入中華人民共和國冰淇淋市場。
1997年，荷兰联合道迈克零售（欧洲）有限公司收购中国第一商业公司所持有的北京发喜食品有限公司股份，同時公司更名为“北京艾莱发喜食品有限公司”。2003年11月28日，八喜在顺义区金马工业区的新工厂建成启用，取代上地唐家岭路21号老厂区。
2007年，八喜被評為北京市著名商標。
2016年1月12日，三元股份发收购北京艾萊發喜食品有限公司90%股权。

## 外部連結
- 官方网站